# Seresteiro das Noites
Seresteiro das Noites é o nono álbum de estúdio do cantor Amado Batista. É o primeiro álbum do artista gravado pela BMG, antiga RCA. Gravado e lançado em 1985, vendeu mais de 1 milhão e meio de discos.

## Faixas
1. Seresteiro das Noites
2. Grande Cantor
3. Venha Até Aqui
4. Bailinhos
5. Menininha Meu Amor
6. Procurando Alguém
7. Um Peixe Ou Uma Criança
8. Quem Será?
9. Perdão Meu Amor
10. Moreninha
11. Chance
12. O Amor Não Tem Idade